# Fechtclub Offenbach
Der Fechtclub Offenbach von 1863 e. V. (abgekürzt auch FC Offenbach oder FCO) ist ein hessischer Fechtverein mit Sitz in der August-Heim-Halle an der Senefelderstraße in Offenbach am Main. Der FC Offenbach ist nach dem FC Hannover der zweitälteste Fechtverein Deutschlands.

## Geschichte
Der Club wurde 1863 von einer Gruppe junger Männer um den Militärfechtmeister Karl A. Trub gegründet und war deutschlandweit der zweite Fechtclub nach dem FC Hannover, der ein Jahr zuvor gegründet wurde. In der Gründungszeit wurde noch in der festen Mensur gefochten, bis die italienische Fechtschule in Deutschland Einzug hielt und die bewegliche Mensur die Gefechte wesentlich dynamischer erscheinen ließ.
Jakob Erckrath de Bary war von 1893 bis 1921 erster Vorsitzender des FC Offenbach sowie 1911 Mitbegründer des Deutschen Fechter-Bundes und der Präsident bis zum Jahr 1925. Zudem war de-Bary 1913 einer der Taufpaten des Internationalen Fechtverbandes FIE (Fédération Internationale d’Escrime). 1899 holte de-Bary den italienischen Fechtmeister Arturo Gazzera nach Offenbach, der von da an die sportlichen Geschicke des Vereins leitete.
1906 gewann die Deutsche Säbelmannschaft der beiden Offenbacher Gazerra-Schüler de-Bary und August Petri bei der Zwischenolympiade in Athen die Weltmeisterschaft und so die erste Goldmedaille für Deutschland im Fechtsport überhaupt. 1913 gewann der Offenbacher Julius Lichtenfels die erste Deutsche Reichsmeisterschaft mit dem Florett und 1914 mit dem Säbel.
Der Fechtbetrieb wurde aufgrund des Ersten Weltkrieges unterbrochen, nach dessen Ende bildete Gazerra die Fechterin Helene Mayer aus. Mayer gewann 1924 als 15-Jährige ihre erste Deutsche Meisterschaft. 1928 wurde Mayer mit 18 Jahren Olympiasiegerin in Amsterdam, gefolgt von zwei Silbermedaillen 1932 sowie 1936 in Berlin. Zu diesem Zeitpunkt war Mayer allerdings bereits als Halbjüdin aus dem Fechtclub ausgeschlossen worden. 1937 errang Helene Mayer als erste Fechterin den Weltmeistertitel. 1926 wurde Liesel Hartmann die erste Deutsche Meisterin im Damendegen.
Nach dem Zweiten Weltkrieg war der Fechtsport bis 1949 verboten. August Heim, selbst mehrfacher Deutscher Meister, war neuer Fechtmeister in Offenbach und trainierte unter anderem Helmi Höhle, die 1960 an der Olympiade in Rom teilnahm, und Dieter Schmidt, der in Rom die Bronzemedaille gewann. 1968 wurde die Offenbacherin Helga Koch in die Olympiamannschaft berufen.
Cornelia Hanisch wurde 1979, 1981 und 1985 Weltmeisterin im Florettfechten und gewann 1984 in Los Angeles olympisches Gold mit der Mannschaft und Silber im Einzel. Zwischen 1976 und 1982 wurde die Gesamtweltcupsiegerin fünffache Deutsche Meisterin. Ihr Trainer war zu dieser Zeit Horst-Christian Tell, der 1971 vom damaligen Präsidenten Hans Hubert aus dem polnischen Katowice nach Offenbach verpflichtet wurde.
1982 wurde der ehemalige rumänische Nationaltrainer Stefan Haukler verpflichtet. Der Fechtclub Offenbach errichtete 1982 unter der Federführung des damaligen Präsidenten Hans Hubert sein Fechtzentrum (August-Heim-Halle). Bis heute ist der FC Offenbach Hessisches Leistungszentrum für das Fechten.
1990 kam als zweiter Trainer Hauklers Schüler Miklos Bodoczi, ebenfalls aus Rumänien, nach Offenbach. Beide Trainer verhalfen dem FC Offenbach zu weiterem Erfolg, da unter anderem die Fechterinnen Eva-Maria Ittner, Katja Nass, Kristina Ophardt und Marijana Marković mehrere Weltmeisterschaften und Gesamtweltcupsiege für sich und den Verein verbuchen konnten. In dieser Zeit wurde die Deutsche Degennationalmannschaft oftmals nur aus Offenbacher Degenfechterinnen rekrutiert.
2003 übernahm Bodoczi die Cheftrainerstelle von Stefan Haukler, nachdem dieser in Rente gegangen war. Bodoczi ist bis heute (Stand: Juni 2016) Cheftrainer des Vereins. 2006 wurde eine internationale Partnerschaft mit dem Chinesischen Fechtverein „Run Dong“ in Qingdao abgeschlossen. 2014 wurde Nikolaus Bodoczi, Sohn des Cheftrainers Bodoczi, Deutscher Meister im Herrendegen. Dies war der erste Meistertitel in dieser Disziplin seit Hans Halberstadts Erfolg 1922.
In der Saison 2014/2015 sind nach langer Zeit mit Nadine Stahlberg und Nikolaus Bodoczi wieder Offenbacher Fechter in den Damen- und Herrendegen-Nationalmannschaften der Aktiven vertreten.
Bei den Fechtweltmeisterschaften 2017 in Leipzig gewann Richard Schmidt aus Tauberbischofsheim, der für den FC Offenbach kämpft und als Nummer 135 der Weltrangliste in den Wettkampf startete, völlig überraschend die Bronzemedaille.

## Rollstuhlfechten
Seit 2002 bietet der Fechtclub Rollstuhlfechten an. 2005 wurde der Verein für sein Engagement in diesem Bereich mit dem Großen Stern des Sports in Bronze ausgezeichnet.
Im Jahr 2009 richtete der Verein die Deutschen Meisterschaften im Rollstuhlfechten aus.

## Sportliche Erfolge

### Olympische Spiele (Medaillenränge)
- 1906 Athen:
  - Jacob Erckrath-de Bary, Olympiasieger Säbel-Mannschaft
  - August Petri, Olympiasieger Säbel-Mannschaft
- 1928 Amsterdam:
  - Helene Mayer, Olympiasiegerin DFL-Einzel
  - Olga Oelkers Bronzemedaille DFL-Einzel
- 1936 Berlin
  - Helene Mayer, Silbermedaille DFL-Einzel
  - August Heim, Bronzemedaille HFL-Mannschaft
  - Bronzemedaille Säbel-Mannschaft
- 1960 Rom
  - Dieter Schmitt, Bronzemedaille HFL-Mannschaft
- 1984 Los Angeles
  - Cornelia Hanisch, Olympiasiegerin DFL-Mannschaft, Silbermedaille DFL-Einzel
  - Christiane Weber Olympiasiegerin DFL-Mannschaft
- 1988 Seoul
  - Christiane Weber Olympiasiegerin DFL-Mannschaft
- 1992 Barcelona
  - Christiane Weber 2. Platz DFL-Mannschaft

Quelle:

### Weltcups/Weltmeister/Europameister (Auswahl)
- 1929: Helene Mayer (Europameisterin)
- 1931: Helene Mayer (Europameisterin)
- 1936: H. Haß, H. Jüngst, O. Oelkers (Europameisterin DFL-Mannschaft)
- 1937: Helene Mayer (Weltmeisterin)
- 1937: Helene Mayer (Vizeweltmeisterin DFL-Mannschaft)
- 1977: Cornelia Hanisch (Vizeweltmeisterin DFL-Mannschaft)
- 1978: Cornelia Hanisch (Bronzemedaille DFL-Mannschaft)
- 1979: Cornelia Hanisch (Weltmeisterin DFL-Einzel)
- 1981: Cornelia Hanisch (Weltmeisterin DFL-Einzel, Vizeweltmeisterin DFL-Mannschaft)
- 1982: Cornelia Hanisch (Weltcupsiegerin)
- 1983: Cornelia Hanisch (Vizeweltmeisterin DFL-Mannschaft, Europameisterin DFL-Einzel)
- 1985: Hanisch, Weber, Preussker, Ittner, Koksch (2. Platz Europacup der Landesmeister)
- 1988: Eva Maria Ittner (Weltmeisterin DDE-Mannschaft)
- 1989: Eva Maria Ittner (Gesamtweltcupsiegerin)
- 1990: Eva Maria Ittner (Weltmeisterin DDE-Mannschaft)
- 1991: Eva Maria Ittner (Vizeweltmeisterin DDE-Einzel)
- 1992: Ittner, Naß, D. Ophardt (Vizeweltmeister DDE-Mannschaft)
- 1993: Ittner, Naß (Vizeweltmeister DDE-Mannschaft)
- 1994: Katja Naß (Gesamtweltcupsiegerin)
- 1997: Ittner, Naß (Vizeweltmeister DDE-Mannschaft)
- 1998. Kristina Ophardt (Europameisterin DDE-Mannschaft)
- 1999: Marijana Markovic (Weltmeisterin Kadetten DDE Einzel)
- 2000: Isabel Haamel, Marijana Markovic (Bronze EM DDE-Mannschaft)
- 2017: Richard Schmidt (Bronze WM HDE-Einzel)

Quelle: